# We zijn weer thuis
We zijn weer thuis is een televisieserie uitgezonden van 1989 tot 1994 door de VPRO. De serie is geschreven door Wim T. Schippers en de regie is in handen van Ellen Jens. In oktober 2007 is de serie uitgebracht op dvd.

## Het verhaal
De weduwe Nel van der Hoed-Smulders en haar jongste zoon Thijs hebben elk een miljoen gulden geërfd van Nels laatste man, die de vader is van Thijs. Aan elk van Nels oudste twee zoons, Simon en Govert, die net als Thijs nog bij hun moeder wonen, is een miljoen gulden gelegateerd, maar voor beiden geldt als voorwaarde dat ze in het ouderlijk huis blijven wonen tot ze een door Nel goedgekeurde levenspartner vinden. Thijs' kinderlijkheid houdt hem ook in het ouderlijk huis. Gerard Smulders is de broer van Nel en oom van Thijs. Hij is getrouwd met Tineke. Notaris Henk Born beheert, tussen het betasten van vrouwen door, het familiefortuin op dubieuze wijze. Simon houdt zich bezig met schrijven, intellectuele taalgrappen maken en eveneens vrouwen betasten. Govert probeert een bloeiend computerbedrijf op te zetten. Thijs is voornamelijk bezig met kinderlijke bevliegingen, eten en het slachtoffer zijn van oudere mannen die op jongetjes vallen.

## Uitzending
Na een conflict tussen Schippers en de VPRO trok de omroep de stekker er uit. De serie telde vijf seizoenen en Schippers leverde een afgerond verhaal af. Toch kwam er na de laatste aflevering to be continued in beeld. De bedoeling van Schippers was om de serie door te laten gaan bij een andere omroep of zender. Dat is echter nooit gebeurd.
In de zomermaanden van 2008 werd seizoen 5 in de late avond/nacht herhaald, wederom op het derde net. Het verhaal was echter voor nieuwe kijkers niet te volgen. Bij de herhalingen stond nu het VPRO en Nederland 3 logo in beeld, dit was in de jaren negentig nog taboe bij de eigenzinnige omroep.
In het najaar van 2010 is de digitale zender Best 24 begonnen met het herhalen van alle vijf seizoenen.

## Seizoenen
| Seizoen | Afleveringen | Uitzendingen                       |
| ------- | ------------ | ---------------------------------- |
| 1       | 6            | 24 december 1989 - 28 januari 1990 |
| 2       | 6            | 7 oktober 1990 - 11 november 1990  |
| 3       | 12           | 6 oktober 1991 - 22 december 1991  |
| 4       | 11           | 14 december 1992 - 1 maart 1993    |
| 5       | 12           | 3 januari 1994 - 21 maart 1994     |

## Rolverdeling
| acteur                                                    | personage                                      |
| --------------------------------------------------------- | ---------------------------------------------- |
| Wim T. Schippers                                          | Simon Raaspit                                  |
| Truus Dekker                                              | Nel van der Hoed-Smulders                      |
| Kenneth Herdigein                                         | Govert Zwanenpark                              |
| Dick van den Toorn                                        | Thijs van der Hoed                             |
| Walter Crommelin                                          | Gerard Smulders                                |
| Olga Zuiderhoek                                           | Wanda Waanders-Vaasbek                         |
| Albert Mol                                                | Jacob Raaspit                                  |
| Carla Hardy                                               | Hetty Hartsuiker                               |
| Carol van Herwijnen                                       | Henk G. Born                                   |
| Boelie van Middelbeers                                    | De kat Roeland                                 |
| Paul Hanekamp                                             | Daniël (Danny) Raaspit                         |
| Frank Schaafsma                                           | Jaap Klinkhamer/Jacobus Pal in seizoen 5       |
| Huib Broos                                                | Leo Bussenberg                                 |
| Dirk Zeelenberg                                           | Rob van Zijl                                   |
| Merel van Neerbos                                         | Babette van Drongelen                          |
| Theo Fransz                                               | Jop Knallenburg                                |
| Mariëlle van Sauers                                       | Willeke van Keppelzoden                        |
| Cees Schouwenaar                                          | Henk J. Pal                                    |
| Maarten Wansink                                           | Fred Bonkers                                   |
| (en) Charlie Murphy in de Internet Movie Database         | James Adams                                    |
| Onno Molenkamp                                            | Geurt van de Pol                               |
| Bob van Tol                                               | Johan Kranendonk                               |
| Ingeborg Elzevier                                         | Gea Halswinkel                                 |
| Tom de Ket                                                | Diederik Groesbeek                             |
| Mimi Kok jr.                                              | Mathilde van Setten-van der Kaap               |
| Mariken Wessels                                           | Marion van Setten                              |
| Devika Strooker                                           | Marjolein Koopmans                             |
| Aline Markus                                              | Fleur van Wijnaldum-van Baflo                  |
| Ineke Cohen                                               | Margriet Rijfkogel                             |
| Pierre Bokma                                              | Paul Mastenbroek                               |
| Krijn ter Braak                                           | Coenraad Flinterman                            |
| Harry van Rijthoven                                       | Floris Drempel                                 |
| Stella Verhoeff                                           | Ada Flinterman-Bezem                           |
| Marc-Marie Huijbregts                                     | Evert Holvast                                  |
| Kathenka Woudenberg                                       | Ingeborg Kuyten                                |
| Hans Dagelet                                              | Bob Waanders                                   |
| Glenn Durfort                                             | Lesley Zwanenpark                              |
| Lena Tenaglia                                             | Titia Klein                                    |
| Janine van Elzakker                                       | Tineke Smulders-Das / Wilhelmina Kuttje junior |
| Jim Berghout                                              | Lambert van Hoek                               |
| Allard van der Scheer                                     | Albert van Rossum                              |
| Colla Marsman                                             | Eva Knallenburg-Molewiek                       |
| Sjoerd Pleijsier                                          | Ger Prinsen                                    |
| Lisa De Rooy                                              | Gloria Blankenvoort                            |
| Tatum Dagelet                                             | Karin Wildschut                                |
| Camilla Braaksma                                          | Sylvia van Boteringen                          |
| Catharina Haverkamp                                       | Inge Kolfschoten                               |
| Percy Muntslag                                            | Edu Zwanenpark                                 |
| Wim Meuwissen                                             | Alfons Verplancken                             |
| Jack Wouterse                                             | Anton Plantinga                                |
| Helmert Woudenberg                                        | Dr. Paalhof                                    |
| Marie Kooyman                                             | Marijke Broekema-Vlug                          |
| Ryan van den Akker                                        | Mieke Tollema                                  |
| Sheila Wiersum                                            | Cornelia DeShaw-Wexler                         |
| Jan van Kasteren                                          | Wim Kalff                                      |
| Michael Manicardi                                         | Simon Rosnick                                  |
| Joke Tjalsma                                              | Receptionist                                   |
| Maarten van Hinte                                         | Geoffrey Swaybill                              |
| Coby Stunnenberg                                          | Riet Blankenvoort-Bakker                       |
| Yoka Berretty                                             | Helen ter Beek                                 |
| Daniël Pattiata                                           | Friso Knallenburg                              |
| Conny Valkenburg                                          | Elsje                                          |
| Jefferson Arca                                            | Timothy DeShaw                                 |
| Mark Bellamy                                              | Jamie Jones                                    |
| (en) Pauline Vodegel Matzen in de Internet Movie Database | Shirley Adams                                  |
| Arnica Elsendoorn                                         | Christien Vulderink                            |
| Adriaan van Dis (Zichzelf)                                | Adriaan van Dis                                |
| Ellen ten Damme                                           | Bente Jaarsveld                                |
| Sjoerd Pleijsier                                          | Ger Prinsen                                    |
| Rob van Houten                                            | Bert Stompelman                                |
| Ada Bouwman                                               | Gloria van Zijl-Blankenvoort                   |
| Koos van der Knaap                                        | Boer                                           |
| Joss Flühr                                                | Hoofdzuster Bakker                             |
| Don Duyns                                                 | Agent van politie                              |
| Clous van Mechelen                                        | Jan Vos                                        |
| Floor Maas                                                | Fieneke Vijzel                                 |
| Rik Van Uffelen                                           | Patrick van Cauwelaert                         |
| Frenk Van Teeseling                                       | Ober                                           |
| Duck Jetten                                               | Schoonmaakster                                 |
| Bianca Krijgsman                                          | Reizigster in de trein 1                       |
| Rixt Leddy                                                | Reizigster in de trein 2                       |
| Rutger de Bekker                                          | Reiziger op het perron                         |
| Gerda Ruiter                                              | Gerda van Staveren                             |
| Jaap Mulder                                               | Dirk Goedewaagen                               |
| Jaap de Groote                                            | Agent van politie                              |
| Frans van Barschot                                        | Scheepskok                                     |
| Diederik Ebbinge                                          | Patiënt                                        |
| Joke van Wychen                                           | Maria                                          |
| Eva Glansbeek                                             | Anneke van Engelen                             |
| Odessa Glansbeek                                          | Esmeralda van Engelen                          |
| Rafiek William                                            | Reginald Zwanenpark                            |
| Peter de Baan                                             | Commentaarstem                                 |
| Thom Hoffman (Zichzelf)                                   | Thom Hoffman                                   |
| Huub Stapel (Zichzelf)                                    | Huub Stapel                                    |

## Afleveringen

### Seizoen 1 (1989-1990)
| Aflevering (Seizoen) | Aflevering (Serie) | Titel           | Uitzenddatum     |
| -------------------- | ------------------ | --------------- | ---------------- |
| 1                    | 1                  | Bloot eigendom  | 24 december 1989 |
| 2                    | 2                  | Moeder's geheim | 31 december 1989 |
| 3                    | 3                  | Marmercake      | 7 januari 1990   |
| 4                    | 4                  | Zeg 'ns Aaa     | 14 januari 1990  |
| 5                    | 5                  | Hoogspanning    | 21 januari 1990  |
| 6                    | 6                  | In het schip    | 28 januari 1990  |

### Seizoen 2 (1990)
| Aflevering (Seizoen) | Aflevering (Serie) | Titel         | Uitzenddatum     |
| -------------------- | ------------------ | ------------- | ---------------- |
| 1                    | 7                  | De zure appel | 7 oktober 1990   |
| 2                    | 8                  | Thuiskomst    | 14 oktober 1990  |
| 3                    | 9                  | Harde woorden | 21 oktober 1990  |
| 4                    | 10                 | Zachte dwang  | 28 oktober 1990  |
| 5                    | 11                 | Geld en goed  | 4 november 1990  |
| 6                    | 12                 | Uitvlucht     | 11 november 1990 |

### Seizoen 3 (1991)
| Aflevering (Seizoen) | Aflevering (Serie) | Titel                     | Uitzenddatum     |
| -------------------- | ------------------ | ------------------------- | ---------------- |
| 1                    | 13                 | Omgevlogen                | 6 oktober 1991   |
| 2                    | 14                 | Op de koffie              | 13 oktober 1991  |
| 3                    | 15                 | Schrijven en wrijven      | 20 oktober 1991  |
| 4                    | 16                 | In de Vlaamsche pot       | 27 oktober 1991  |
| 5                    | 17                 | Waarheen, waarvoor        | 3 november 1991  |
| 6                    | 18                 | Van God los               | 10 november 1991 |
| 7                    | 19                 | Een hoop geloof en liefde | 17 november 1991 |
| 8                    | 20                 | Komen en gaan             | 24 november 1991 |
| 9                    | 21                 | Om de tuin                | 1 december 1991  |
| 10                   | 22                 | Wil en dank               | 8 december 1991  |
| 11                   | 23                 | Water in wijn             | 15 december 1991 |
| 12                   | 24                 | Opkomst afkomst           | 20 december 1991 |

### Seizoen 4 (1992-1993)
| Aflevering (Seizoen) | Aflevering (Serie) | Titel                   | Uitzenddatum     |
| -------------------- | ------------------ | ----------------------- | ---------------- |
| 1                    | 25                 | Hangende pootjes        | 14 december 1992 |
| 2                    | 26                 | Kat van huis            | 28 december 1992 |
| 3                    | 27                 | Vallen en opstaan       | 4 januari 1993   |
| 4                    | 28                 | Streepjes               | 11 januari 1993  |
| 5                    | 29                 | In de wolken            | 18 januari 1993  |
| 6                    | 30                 | Op leven en dood        | 25 januari 1993  |
| 7                    | 31                 | Scherven                | 1 februari 1993  |
| 8                    | 32                 | Doen en laten           | 8 februari 1993  |
| 9                    | 33                 | In voor- en achterdocht | 15 februari 1993 |
| 10                   | 34                 | Hebben en houden        | 22 februari 1993 |
| 11                   | 35                 | Kind van de rekening    | 1 maart 1993     |

### Seizoen 5 (1994)
| Aflevering (Seizoen) | Aflevering (Serie) | Titel             | Uitzenddatum     |
| -------------------- | ------------------ | ----------------- | ---------------- |
| 1                    | 36                 | Confrontations    | 3 januari 1994   |
| 2                    | 37                 | Trap na           | 10 januari 1994  |
| 3                    | 38                 | Relapsus          | 17 januari 1994  |
| 4                    | 39                 | Klusjes in huis   | 24 januari 1994  |
| 5                    | 40                 | Een Oostenrijker  | 31 januari 1994  |
| 6                    | 41                 | Potten en panne   | 7 februari 1994  |
| 7                    | 42                 | Hoe en waarom     | 14 februari 1994 |
| 8                    | 43                 | Kennis van zaken  | 21 februari 1994 |
| 9                    | 44                 | Mooi geweest      | 28 februari 1994 |
| 10                   | 45                 | Tegen beter weten | 7 maart 1994     |
| 11                   | 46                 | Bedenkingen       | 14 maart 1994    |
| 12                   | 47                 | Wie wat waar      | 21 maart 1994    |